# Sluitdiepte

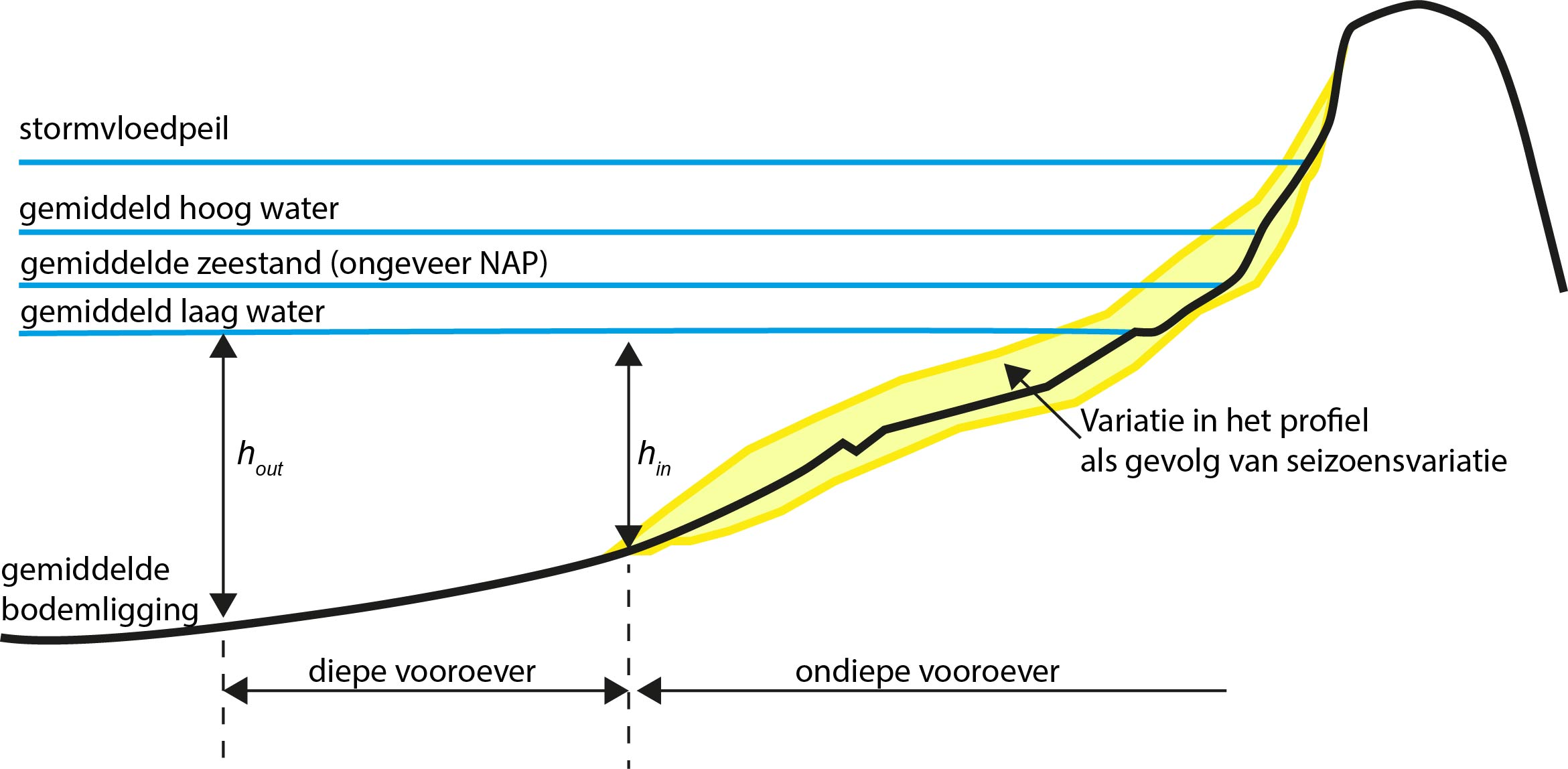
Seizoensfluctuaties en de ligging van de beide sluitdieptes

De sluitdiepte is een begrip uit de kustmorfologie dat de diepte aangeeft waar beneden er geen zandtransport meer is door golfwerking. In het Nederlands wordt ook vaak de Engelse term Closure Depth of Depth of Closure (DoC) gebruikt. Er zijn twee sluitdieptes, de binnenste sluitdiepte (meestal DoC genoemd), hin die de overgang beschrijft van de ondiepe vooroever naar de diepe vooroever. Dit is de grens waarvan zeewaarts geen bodemveranderingen meer worden waargenomen gedurende korte intervallen (seizoensvariaties). De buitenste sluitdiepte (hout) is de overgang van de diepere vooroever naar de zeebodem. Op deze diepte is er geen invloed meer van golven op de bodem, ook niet tijdens zware stormen. In het Engels wordt dit Depth of Transport (DoT) genoemd. Sommige bronnen leggen de buitenste sluitdiepte op de rand van het continentaal plat, maar dan gelden de hieronder genoemde formules niet meer.

## Relevantie van het begrip sluitdiepte
Het zandtransport in de kustzone wordt voornamelijk door golven aangedreven. Dit geldt echter alleen binnen een zone met beperkte oeverbreedte. In diep water werken golven en zeebodem nauwelijks op elkaar in, omdat de orbitaalbeweging van golven exponentieel afneemt met de diepte. De strook langs de kust waar het zandtransport voornamelijk door golven wordt aangedreven, wordt de actieve kustzone genoemd. De sluitdiepte geeft de zeewaartse grens van de actieve kustzone aan. Golfgeïnduceerd zandtransport heeft zowel een component evenwijdig aan de kust als loodrecht daarop. De langscomponent speelt een belangrijke rol bij structurele kusterosie en/of kustaanwas op de lange termijn. De dwarscomponent is voornamelijk verantwoordelijk voor grote seizoensgebonden zandoverdrachten die op en neer op heet strand bewegen, vooral door afwisselende weersomstandigheden van mild weer en storm. Hierdoor is er met name een verschil tussen het profiel in de winter en in de zomer.
De actieve kustzone is een zone van intense morfodynamiek: de onderlinge interactie tussen golfdynamiek en zeebodem/strandmorfologie. De invloed van ingrepen langs de kust die het golfklimaat beïnvloeden (zoals steigers, strandhoofden, golfbrekers, baggeren van geulen en suppletiewerken) zal een morfodynamische feedback veroorzaken die zich uitstrekt van het strand tot de sluitdiepte. Dit geldt ook voor de effecten van zeespiegelstijging. Morfodynamische terugkoppelingen vormen de kern van het concept van het evenwichtsprofiel aan de kust. Op de tijdschaal van een tot tien jaar (schaal van afwisselende storm en milde weersomstandigheden) heeft morfodynamische activiteit voornamelijk betrekking op de ondiepe vooroever, de zone van golftransformatie, breking en breking. Op de tijdschaal van tien tot honderd kan sedimentuitwisseling tussen de ondiepe en diepe vooroever niet worden genegeerd. Het begrip actieve kustzone hangt dus af van de tijdspanne die bekeken wordt; de sluitdiepte op kortere tijdschalen is kleiner dan de sluitingsdiepte op langere tijdschalen. De kortere tijdschaal en kleinere sluitdiepte zijn het meest relevant voor het inschatten van het effect van stormen (zie Duinafslag); de langere tijdschaal en grotere sluitdiepte zijn het meest relevant voor het inschatten van hete effect van zeespiegelstijging (zie Regel van Bruun).

## Achtergrond
Hallermeier (1978) heeft een formule afgeleid voor de binnenste sluitdiepte die vrij algemeen gebruikt wordt:
{\displaystyle h_{in}=2,28H_{12h/y}-68,5\left({\frac {H_{12h/y}^{2}}{gT_{12h/y}^{2}}}\right)}
waarin {\displaystyle H_{12h/y}} de effectieve significante golfhoogte net zeewaarts van de brekerzone is, die gedurende 12 uur per jaar overschreden wordt, dat wil zeggen de significante golfhoogte met een jaarlijkse kans van voorkomen van 0,137%, {\displaystyle T_{12h/y}} is de golfperiode die hoort bij deze golfhoogte {\displaystyle H_{12h/y}}, en {\displaystyle g} is versnelling van de zwaartekracht.
De buitenste sluitdiepte {\displaystyle h_{out}} komt overeen met de diepte waar beneden onder gemiddelde omstandigheden er geen enkele interactie is tussen de golven en de bodem. Het wordt soms de golfbasis genoemd. of de maximale diepe voor sedimenttransport (Depth of Transport; DoT). In 1983 kwam Hallermeijer met een formule voor deze buitenste sluitdiepte:
{\displaystyle h_{out}=0,018\,H_{s}T_{s}\,{\sqrt {\frac {g}{d_{50}\Delta }}}}
waarin {\displaystyle H_{s}} en {\displaystyle T_{s}} de significante golfhoogte en periode zijn, {\displaystyle d_{50}} is de mediane sedimentdiameter en {\displaystyle \Delta } is de relatieve dichtheid van het sediment: {\displaystyle \Delta =(\rho _{s}-\rho _{w})/\rho _{w}}, waarin {\displaystyle \rho _{s}} de dichtheid van sediment en {\displaystyle \rho _{w}} de dichtheid van water is. De buitenste sluitdiepte {\displaystyle h_{out}} hangt af van zowel hydrodynamische als sedimentologische parameters, dit in tegenstelling tot {\displaystyle h_{in}}.
Beide sluitdieptes worden bepaald ten opzichte van gemiddeld laag water

## Voorbeeld

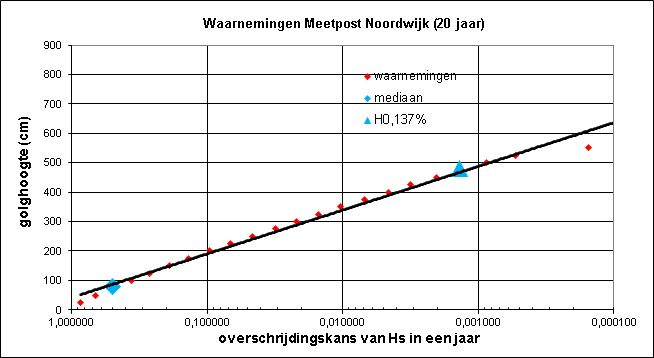
Overschrijdingslijn van golven bij Meetpost Noordwijk

Voor toepassen van de formules van Hallermeijer zijn golfhoogtes nodig. Het voorbeeld is de kust bij Meetpost Noordwijk. De overschrijdingslijn van de significante golfhoogte is weergegeven in bijgaande grafiek. Hieruit is af te lezen de mediane waarde van {\displaystyle H_{s}} en de waarde die 0,137% van de tijd overschreden wordt. Deze waarden zijn {\displaystyle H_{s50\%}} is 0,8 m en {\displaystyle H_{s0,137\%}} is 4,75 m; de bijbehorende periodes zijn 5 s en 10s. De korrelgrootte van het zand op de zeebodem is ongeveer 300 μm. Dit geeft een {\displaystyle h_{in}}van 9,25 m onder laag water en een {\displaystyle h_{out}} van 8,34 m. Dit klopt dus niet met de theorie van Hallermeijer, de {\displaystyle h_{out}} zou dieper moeten liggen dan de {\displaystyle h_{in}}. Dit geeft aan dat deze formules vooral gebruikt moeten worden als een afschatting waar de sluitdiepte ongeveer zou moeten liggen. Het is beter om aan de hand van van een (lange) reeks profielmetingen te bepalen waar de sluitdiepte ligt, nl. daar waar het profiel in de loop der jaren niet meer veranderd. Het probleem is vaak dat niet voldoende meetgegevens beschikbaar zijn om dit te kunnen doen. In bijgaande grafieken is een plot gemaakt van de profielen bij Meijendel (bij Den Haag). Deze profielen zijn van voor dat er strandsuppleties uitgevoerd werden. Uit deze profielmetingen blijkt dat de sluitdiepte hier op ongeveer 7 tot 8 m onder NAP ligt (globaal dus 7,5 m onder laag water). Ook onderzoek bij de Markerwadden geeft aan dat de formules van Hallermeijer over het algemeen een te grote waarde geven.
```

```

## Beperkingen van het sluitdiepte concept
Het criterium van (bijna) geen golf-geïnduceerd sedimenttransport dat ten grondslag ligt aan de Hallermeier-formules komt niet noodzakelijk overeen met het criterium van (bijna) geen diepteprofielverandering. Het zou kunnen dat er door dwarstransport aanzanding optreedt, en dat deze aanzanding door de getijstroom afgevoerd wordt. In dat geval is er wel zandtransport, maar geen diepteverandering. Een ander probleem is dat verandering van de diepe vooroever die onder de detectiegrens ligt, kan leiden tot een aanzienlijke berekende sedimentflux wanneer deze over de hele diepere vooroever wordt geïntegreerd. Inzicht in de lokale kustdynamiek is daarom vereist bij het toepassen van het concept van de sluitdiepte. De Hallermeier-formules zijn gebaseerd op de aanname dat sedimenttransport langs de kust wordt gedomineerd door golfwerking en dat de bijdrage van andere drijvende krachten achter sedimenttransport kan worden genegeerd. Dit kan een redelijke veronderstelling zijn voor veel kusten, met name bij kleine getijverschillen. Het is echter niet te verwachten dat de Hallermeier-formules toepasbaar zijn in situaties waarin dit niet het geval is. Voorbeelden zijn:
- macrogetijdenkusten, waar gecombineerd door golven en getij aangedreven sedimenttransport over de DoC-contour veel groter kan zijn dan sedimenttransport dat alleen door golven wordt aangedreven[4];
- kusten waar belangrijk sedimenttransport over de kust het gevolg is van op- en neergaande stromingen veroorzaakt door windstress en dichtheidsgradiënten.[7]

In sommige situaties is het bepalen van golfkarakteristieken op het lagere kustvlak niet eenvoudig. Valiente et al. (2019) merkten op dat op de macrogetijde, ingebedde en hoogenergetische kustlijn van Zuidwest-Engeland, de offshore golfcondities niet goed de golfcondities bij de buitenste sluitdiepte vertegenwoordigen als gevolg van de aanwezigheid van rotsachtige landtongen. Hartman en Kennedy (2016) stellen dat wanneer alleen rekening wordt gehouden met de jaarlijkse extreme omstandigheden van 12 uur voor de binnenste sluitdiepte, de potentiële effect van frequentere, maar minder zware stormomstandigheden wordt genegeerd. Dit kan belangrijk zijn in tropische gebieden waar cyclonen extreme golven genereren, maar met zo korte duur dat ze weinig kans hebben om grote hoeveelheden sediment te verplaatsen.